# Gruszka Mała Druga
Gruszka Mała Druga – wieś w Polsce położona w województwie lubelskim, w powiecie zamojskim, w gminie Nielisz.
| SIMC    | Nazwa     | Rodzaj    |
| ------- | --------- | --------- |
| 0895451 | Nowa Wieś | część wsi |

W latach 1975–1998 miejscowość administracyjnie należała do województwa zamojskiego.
Wieś jest sołectwem w gminie Nielisz. Według Narodowego Spisu Powszechnego z roku 2011 wieś liczyła 122 mieszkańców.
Wierni Kościoła rzymskokatolickiego należą do parafii św. Wojciecha i Matki Bożej Różańcowej w Nieliszu lub do parafii św. Apostołów Piotra i Pawła w Tworyczowie.